# Caroline de Clercq-Boissevain

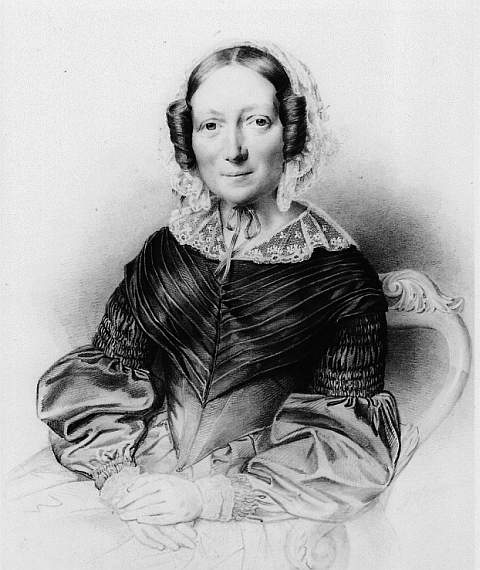
Caroline de Clercq-Boissevain (1843) door H.W. Couwenberg

Caroline Charlotte de Clercq-Boissevain (Amsterdam, 4 september 1799 – Amsterdam, 23 november 1879) was actief lid in het Réveil en deed veel aan liefdadigheidswerk. Ze richtte twee naaischolen op en een vereniging voor (ex-)gedetineerde vrouwen.

## Biografie
Caroline Boissevain werd geboren als tweede dochter van Daniel Boissevain (1772-1834), zakenman, en Johanna Maria Retemeijer (1776-1820). Ze groeide op in een groot gezin wat in totaal veertien kinderen telde. In 1815 verloofde ze zich met Willem de Clercq (1795-1844), firmant van het handelshuis De Clercq dat in granen handelde. Op 29 juli 1818 trouwden Caroline en Willem. Samen kregen ze acht kinderen: zeven jongens en één meisje, waarvan Paulus, het tweede kind al jong overleed (1823-1824). Het echtpaar had een hechte band, die vooral door het geloof gevoed werd.
In 1824 verhuisde het gezin van Amsterdam naar Den Haag. Een aantal jaren later, in 1831, verhuisde het terug naar Amsterdam. Op 4 februari 1844 overleed Willem onverwacht, en Caroline bleef achter met hun zeven kinderen. Uit een bron van haar broer Gideon Jéremie blijkt dat het vertrouwen op God en haar kalme persoonlijkheid Caroline op de been hielden. Gedurende haar hele leven is het geloof een belangrijk steunpunt geweest en gebleven. Enkele maanden na haar tachtigste verjaardag, op 23 november 1879, overleed Caroline Boissevain.

## Réveil en liefdadigheidswerk
Het geloof was een belangrijk onderdeel van het leven van Caroline. Ze groeide op in een gereformeerd gezin, dat was aangesloten bij de Waalse kerk. Willem de Clercq was van oorsprong Doopsgezind, maar trad in 1830 ook tot de Waalse kerk toe. Samen waren Caroline en Willem actief lid in het Réveil, een groep gelijkgestemden die wilden dat de christelijke normen de boventoon zouden voeren in Nederland, uit afkeer tegen het Verlichte gedachtegoed. De ideeën van deze groep waren zeer orthodox van aard.
Vanuit haar religieuze overtuiging en haar neiging te zorgen voor anderen hield Caroline zich veel bezig met liefdadigheidswerk. Liefdadigheid werd gezien als een manier voor vrouwen om God van dienst te kunnen zijn, en het gaf hen de mogelijkheid om het huis te verlaten en zich buiten de opvoeding van de kinderen en de huishouding nuttig te kunnen maken voor de samenleving. De liefdadigheid van vrouwen richtte zich voornamelijk op de ondersteuning van vrouwen. Dit kwam voort uit de discussie over vrouwenrechten en de gedachte dat de reeds bestaande liefdadigheidsinstellingen, geleid door mannen, zich te weinig bezighielden met het emanciperen van vrouwen. Er werd hulp geboden aan vrouwen uit minder kansrijke milieus, gevangenen, en ‘gevallen vrouwen’, vrouwen die niet voldeden of konden voldoen aan de normen van de tijd, zoals prostituees of ongetrouwde moeders.
Tussen de Réveilvrouwen ontstond een samenwerkingsverband, om samen aan projecten te kunnen werken. Caroline had veel contact met Betsy van der Hoop, een belangrijke schakel in deze samenwerking. Uiteindelijk werden ze vriendinnen en richtten ze in 1831 in de Rusthof (Den Haag) samen een christelijke naaischool op voor meisjes die wegens financiële moeilijkheden niet verder konden leren. Omdat Caroline als doel had de meisjes bekend te maken met God stond bijbelonderwijs centraal in het liefdadigheidswerk dat zij deed.
In 1833 richtte Caroline met onder anderen haar zus Mimi Boissevain nog een naaischool op. Naast het stichten van deze twee scholen was Caroline actief lid van het Asylcomité, waarmee ze het Asyl Steenbeek ondersteunde in het opvangen en begeleiden van voormalige prostituees. Terug in Amsterdam hield ze veel contact met Betsy van der Hoop, wat blijkt uit de briefwisseling tussen beiden.
Ook na de dood van haar man (1844) bleef Caroline zich inzetten voor liefdadigheidswerk. Ze hielp in 1851 mee in de oprichting van de Damesvereeniging voor Boetvaardigen, met het doel vrouwen die in de gevangenis zaten of daar net uit mochten te ondersteunen.